# Titus O'Neil
Thaddeus Michael Bullard (29 de abril de 1977), conocido como Titus O'Neil, es un luchador profesional estadounidense. Actualmente trabaja como embajador global para la empresa WWE.
Bullard jugó fútbol americano colegial para la Universidad de Florida, y después de eso, jugó profesionalmente en la Arena Football League. Su carrera como luchador profesional comenzó cuando formó parte de la segunda temporada de NXT y también compitió en la quinta temporada del programa, NXT Redemption. Ha sido una vez Campeón en Parejas de WWE como parte de The Prime Time Players con Darren Young y una vez Campeón 24/7 de WWE, siendo el campeón inaugural. En 2021, fue inducido al WWE Hall of Fame como acreedor al Warrior Award por su trabajo caritativo, especialmente en su ciudad natal de Tampa, Florida.

## Primeros años
Bullard nació en Boynton Beach, Florida en 1977. Creció en Live Oak, Florida, donde asistió a la Escuela Secundaria Suwannee. Se destacó en el fútbol en la preparatoria, fue reconocido por la revista Parade como All-American en su último año en 1995.Bullard recibió una beca deportiva para estudiar en la Universidad de Florida en Gainesville, Florida, y jugó para el entrenador Steve Spurrier de los Florida Gators.

## Carrera

### World Wrestling Entertainment / WWE

#### Florida Championship Wrestling (2009-2010)

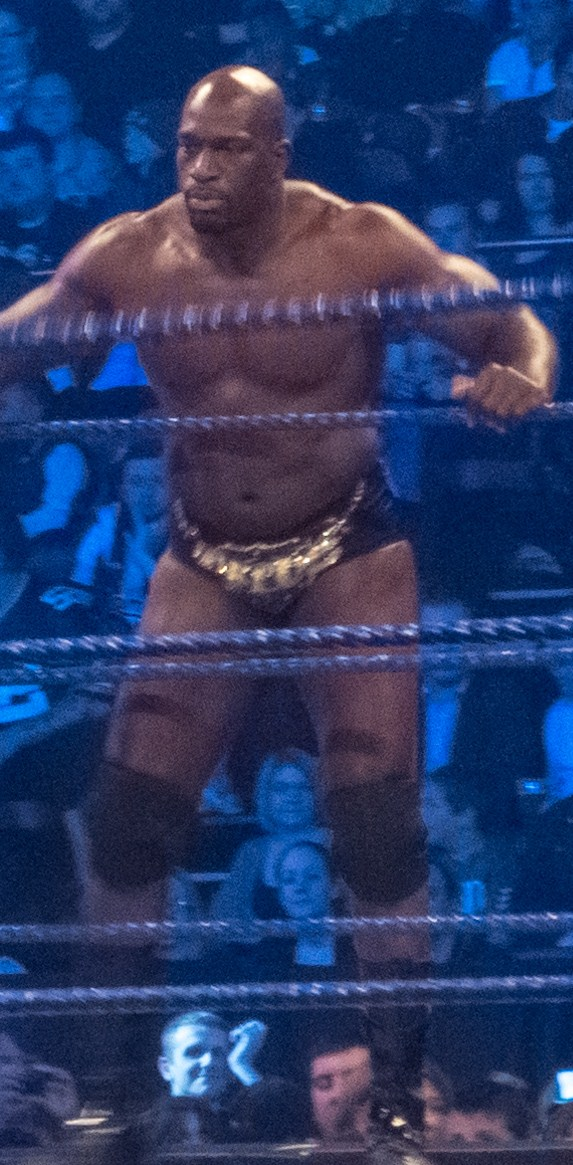
O'Neil en abril de 2012.

Bullard firmó un contrato de desarrollo con la WWE a mediados de 2009 y comenzó a entrenar en el territorio de desarrollo, Florida Championship Wrestling. Hizo su debut en la televisión el 16 de enero de 2010 en FCW bajo el nombre de Titus O'Neil, haciendo equipo con Skip Sheffield para enfrentarse a Vance Archer & Alex Riley, pero fueron derrotados. El 3 de diciembre, O'Neil & Damien Sandow derrotaron a Mason Ryan & Xavier Woods para ganar los vacantes Campeonatos en Parejas de Florida de FCW. Sin embargo, los perdieron ante Seth Rollins & Richie Steamboat el 25 de marzo de 2011.

#### NXT (2010-2012)
El 1 de junio de 2010, en la final de la primera temporada de NXT, se anunció que O'Neil competiría en la segunda temporada de la serie de WWE, con Zack Ryder como su mentor. Hizo su debut la siguiente semana en NXT, haciendo equipo con Ryder pero fueron derrotados por Eli Cottonwood y John Morrison. Durante y después de esa lucha, O'Neil y Ryder discutieron, lo mismo que pasaría la siguiente semana. Dos semanas después en NXT, O'Neil fue el primer participante eliminado y dio un discurso de despedida antes de marcarse. El 31 de agosto, O'Neil regresó para unirse a los otros novatos eliminados para atacar al ganador, Kaval.
En marzo de 2011, O'Neil fue seleccionado como uno de los seis exconcursantes de NXT para volver a participar en la quinta temporada, NXT Redemption, teniendo como mentor a Hornswoggle. En el estreno de la temporada, O'Neil derrotó a Lucky Cannon en el evento principal. Durante ese tiempo, O'Neil y Hornswoggle tuvieron un feudo con Darren Young y su mentor Chavo Guerrero. Después de la eliminación de Cannon en el episodio del 14 de mayo de NXT Redemption, O'Neil guio a los fanes en una interpretación de Na Na Hey Hey Kiss Him Goodbye, como un homenaje al recién retirado Edge. El 21 de junio en NXT Redemption, O'Neil fue derrotado por su mentor de la segunda temporada de la serie, Zack Ryder. En el episodio del 12 de julio de NXT Redemption, O'Neil se enfrentó a Young y Derrick Bateman en un Triple Threat Elimination Match, siendo el primer eliminado por Bateman. La semana siguiente en NXT Redemption, O'Neil se asoció con Matt Striker, el anfitrión de NXT, para derrotar a Young & Bateman después de que O'Neil cubriera a Young.
En el episodio del 8 de septiembre de Superstars, O'Neil hizo equipo con Percy Watson para enfrentarse a Tyler Reks & Curt Hawkins, pero fueron derrotados. Durante las siguientes semanas, O'Neil y Watson siguieron haciendo equipo, derrotando a equipos formados por Derrick Bateman y Tyson Kidd, así como a Bateman y JTG, pero fueron derrotados por JTG y Darren Young.
En el episodio del 16 de noviembre de NXT, O'Neil fue atacado por Darren Young, quien hacía su regreso. Durante las siguientes semanas, Young fue capaz de obtener lo mejor de O'Neil como luchador profesional durante varias luchas por equipos. El feudo entre O'Neil y Young llegó a su fin cuando O'Neil derrotó a Young en un No Disqualification Match en el episodio del 18 de enero de 2012 de NXT. Luego de eso, O'Neil cambió a heel tras el combate, agrediendo verbalmente a la audiencia, a su exmentor Hornswoggle y a NXT en sí.
En el episodio del 25 de enero de NXT, O´Neil instó a su amigo Percy Watson a darle la espalda a los fanes. Cuando Watson se negó, O'Neil lo empujó y debido a eso fue pactada una lucha entre los dos, con O'Neil derrotando a Watson. Después del combate, O'Neil siguió atacando a Watson, pero este fue salvado por Alex Riley. Debido a eso, O'Neil formó una alianza con el ex enemigo Darren Young para enfrentarse a Watson & Riley, a quienes derrotaron el 1 y 29 de febrero en NXT. O'Neil también se enfrentó y derrotó a Riley en el episodio del 22 de febrero de NXT. El 7 de marzo en NXT, O'Neil fue derrotado por Watson. Tras eso, O'Neil y Young (ahora conocidos como The Prime Time Players) iniciaron un feudo con The Usos.

#### 2012-2013

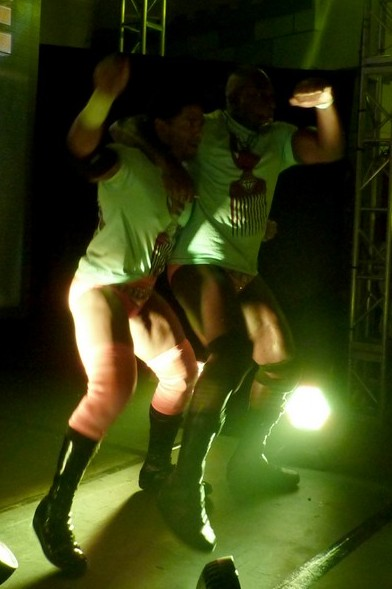
The Prime Time Players en noviembre de 2013.

En el episodio del 18 de abril de 2012 de NXT, se anunció que O'Neil, junto con Darren Young, había sido trasladado al roster principal. El equipo hizo su debut en el episodio del 20 de abril de SmackDown, con una victoria sobre The Usos. The Prime Time Players comenzaron una racha de victorias durante las siguientes semanas, hasta que fueron derrotados por los Campeones en Parejas de la WWE Kofi Kingston & R-Truth el 18 de mayo en SmackDown.
En No Way Out, O'Neil & Young lograron ganar una oportunidad por los Campeonatos en Parejas de la WWE tras derrotar a The Usos, Tyson Kidd & Justin Gabriel y Primo & Epico, luego de que A.W. los ayudara tras traicionar a sus clientes Primo y Epico. Debido a eso, iniciaron un feudo con Primo y Epico, siendo derrotados por ellos el 15 de julio en Money in the Bank. La noche siguiente en Raw, The Prime Time Players desafiaron sin éxito a Kofi Kingston & R-Truth a una lucha por los títulos. En el episodio del 10 de agosto de SmackDown, O'Neil & Young derrotaron a Primo & Epico en una lucha para determinar a los contendientes #1 por los campeonatos luego de que A.W. provocara a Kingston y Truth, quienes estaban en la mesa de comentaristas, y estos interfirieran en la lucha. Ese mismo día, A.W. fue liberado de su contrato. A pesar de haber perdido a A.W, The Prime Time Players recibieron su oportunidad por los campeonatos en SummerSlam, pero fueron nuevamente derrotados por Kingston & Truth. En el episodio del 7 de septiembre de SmackDown, The Prime Time Players derrotaron a Primo & Epico y The Usos para ganar otra oportunidad por los títulos. Sin embargo, tres días después en Raw, perdieron dicha oportunidad ante el equipo formado por Kane & Daniel Bryan. En el Pre-Show de Night of Champions, participaron individualmente en un Battle Royal por una oportunidad por el Campeonato de los Estados Unidos de la WWE, siendo ambos eliminados por el ganador Zack Ryder. Tras eso, O'Neil y Young participaron en un torneo para determinar a los nuevos contendientes #1 por los Campeonatos en Parejas de la WWE, en donde vencieron a Kingston & Truth en la primera ronda, pero fueron derrotados en las semifinales por Rey Mysterio & Sin Cara. En Hell in a Cell, fueron derrotados una vez más por Mysterio y Sin Cara. En Survivor Series, formó equipo con Young, Primo, Epico & Tensai en un Survivor Series Traditional Match, pero fueron derrotados por el equipo de Mysterio, Sin Cara, Tyson Kidd, Justin Gabriel & Brodus Clay.
En Royal Rumble, O'Neil participó en el Royal Rumble Match como el número 7, pero fue eliminado por Sheamus. En el episodio del 18 de marzo de 2013 de Raw, O'Neil interpretó a un nuevo personaje llamado Rufus "Pancake" Patterson, su "tío", y acompañó a Darren Young a su lucha contra John Cena, en la cual Young fue derrotado.
En el episodio del 19 de agosto de Raw, The Prime Time Players cambiaron a face durante una lucha contra The Real Americans (Jack Swagger & Antonio Cesaro), en la cual se llevaron la victoria. Una semana antes, el compañero de O'Neil, Darren Young, declaró ser homosexual ante los medios de comunicación. En el Kick-Off de Night of Champions, O'Neil & Young ganaron un Tag Team Turmoil Match para convertirse en los retadores #1 por los Campeonatos en Parejas de la WWE. Sin embargo, fueron derrotados por los campeones Roman Reigns & Seth Rollins más tarde en el mismo evento. Debido a que The Prime Time Players estaban entre los que salvaron a Daniel Bryan de ser lastimado por Randy Orton, tanto O'Neil como Young se vieron forzados a enfrentarse a The Shield en un 3-on-1 Handicap Match al igual que Dolph Ziggler, Kofi Kingston y Rob Van Dam según las órdenes del Director de Operaciones, Triple H.

#### 2014-2015

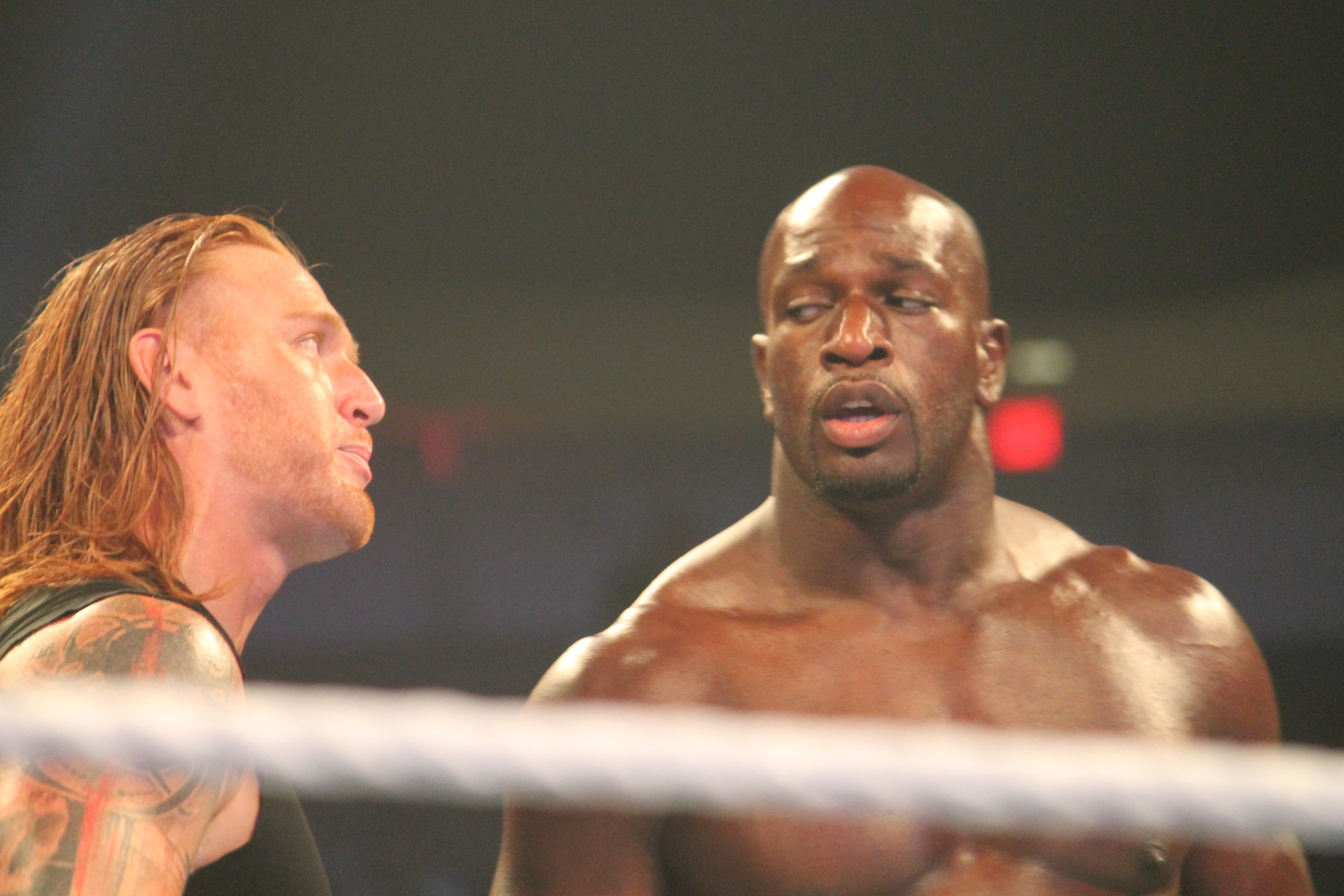
Slater-Gator en septiembre de 2014.

En el episodio del 31 de enero de SmackDown, O'Neil permitió que Curtis Axel cubriera a Darren Young durante una lucha por equipos contra RybAxel (Axel & Ryback). Después del combate, O'Neil traicionó y atacó a Young, cambiando a heel y disolviendo The Prime Time Players en el proceso. En Elimination Chamber, O'Neil derrotó a Young.
El 26 de febrero en Main Event, O'Neil fue derrotado por Darren Young en una lucha de revancha. Después de eso, O'Neil comenzó a tener una racha de derrotas ante luchadores como Big Show, Sheamus y Dolph Ziggler. Desde mediados de abril hasta mediados de junio, O'Neil apareció comúnmente en Superstars, en donde sufrió más derrotas ante luchadores como Kofi Kingston y Big E. Durante ese tiempo, O'Neil también fracasó en su intento de ganar cuatro Battle Royals: el André the Giant Memorial Battle Royal en WrestleMania XXX, un Battle Royal para determinar al contendiente #1 por el Campeonato de los Estados Unidos el 5 de mayo en Raw, un Battle Royal por un lugar en el Ladder Match por el vacante Campeonato Mundial Peso Pesado de la WWE en Money in the Bank en una edición de Raw, y un Battle Royal por el vacante Campeonato Intercontinental de la WWE en Battleground.
En julio, O'Neil comenzó a formar equipo con Heath Slater, y más tarde fueron nombrados como Slater-Gator. En julio y agosto, lucharon en Main Event y Superstars. A pesar de haber obtenido victorias sobre equipos como Zack Ryder & Sin Cara y Gold & Stardust, sufrieron derrotas por otros equipos como El Torito & Hornswoggle y Big E & Kofi Kingston. En septiembre, Slater-Gator perdió múltiples luchas por equipos ante Adam Rose & The Bunny. En Survivor Series, sufrieron otra derrota a manos de Rose & The Bunny. En Royal Rumble, O'Neil participó en el Royal Rumble Match con el número 26, pero fue eliminado por Dean Ambrose y el eventual ganador Roman Reigns en 4 segundos.

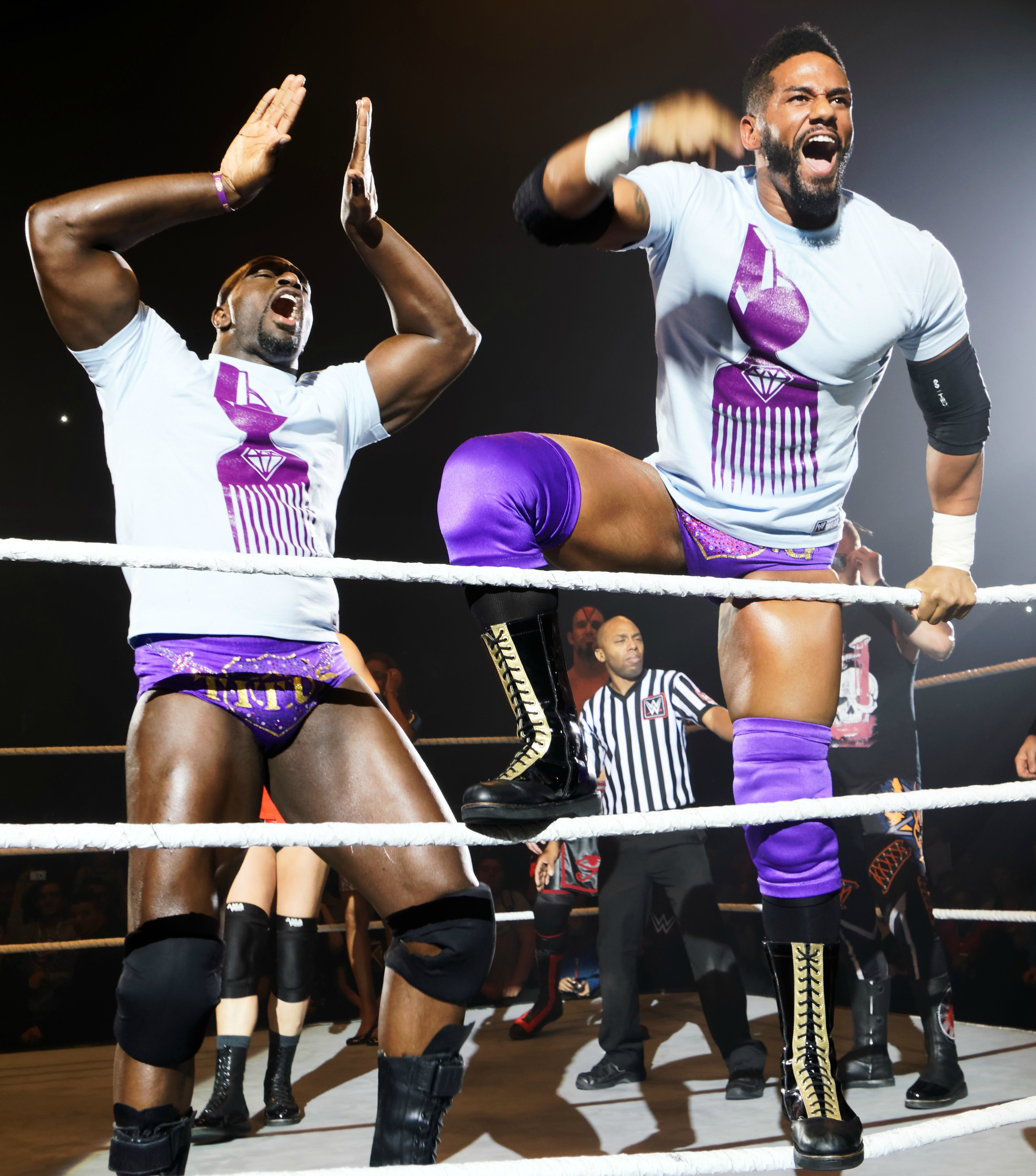
The Prime Time Players en abril de 2015.

En el episodio del 16 de febrero de Raw, O'Neil cambió a face al salvar a su excompañero de equipo Darren Young de un ataque de The Ascension, volviendo a formar The Prime Time Players junto con Young y disolviendo Slater-Gator en el proceso. Para reconocer esa ruptura, Heath Slater anunció en redes sociales que iba a "centrarse en sí mismo". El 23 de febrero en Raw, The Prime Time Players derrotaron a The Ascension después de que Young consiguiera la victoria. En WrestleMania 31, O'Neil participó en la segunda edición del André the Giant Memorial Battle Royal, pero fue eliminado por Ryback. En Elimination Chamber, The Prime Time Players compitieron en el primer Tag Team Elimination Chamber Match por los Campeonatos en Parejas de la WWE, pero fueron el último equipo eliminado por los ganadores y defensores de los títulos The New Day (Big E, Kofi Kingston & Xavier Woods). En Money in the Bank, O'Neil & Young derrotaron a The New Day para ganar los Campeonatos en Parejas de la WWE, siendo estos sus primeros títulos en la WWE. En Battleground, The Prime Time Players retuvieron los campeonatos ante The New Day en una lucha de revancha. Sin embargo, los perdieron ante The New Day en SummerSlam, en una lucha donde también participaron The Lucha Dragons y Los Matadores. O'Neil & Young invocaron su cláusula de revancha en el episodio del 14 de septiembre de Raw, pero fueron derrotados por The New Day.
En el episodio del 9 de noviembre de Raw, O'Neil participó en un torneo de 16 hombres por el vacante Campeonato Mundial Peso Pesado de la WWE, pero fue derrotado por Kevin Owens en la primera ronda. En el Kick-Off de Survivor Series, O'Neil compitió en un Survivor Series Traditional Match, uniéndose a Goldust, Neville & The Dudley Boyz para derrotar a Stardust, The Miz, Bo Dallas & The Ascension.

#### 2016-2017
El 15 de enero, O'Neil y Darren Young aparecieron como The Prime Time Players durante un House Show en la India. En Royal Rumble, O'Neil participó en el Royal Rumble Match por el Campeonato Mundial Pesado de la WWE de Roman Reigns como el número 11, en donde eliminó a Goldust antes de ser eliminado por Big Show. El 2 de febrero en Main Event, The Prime Time Players hicieron su regreso a la televisión como equipo, uniéndose a The Usos para derrotar a The Ascension, Stardust & Tyler Breeze. El 8 de febrero en Raw, durante el retiro de Daniel Bryan, O'Neil tuvo un altercado con Vince McMahon. Al día siguiente, O'Neil fue suspendido por conducta poco profesional relacionada con el incidente, ya que tomó el brazo de Vince McMahon y lo arrastró con fuerza hacia el, para que dejara pasar primero a Stephanie McMahon una vez terminado el discurso de Bryan. La suspensión originalmente era de 90 días, sin embargo la WWE modificó el castigo reduciendo la sanción a 60 días.
Hizo su regreso en el episodio del 2 de mayo de Raw, participando en un Battle Royal para determinar al contendiente #1 por el Campeonato de los Estados Unidos, pero fue eliminado por Sheamus. El 26 de mayo en SmackDown, O'Neil apareció para salvar a Kalisto de un ataque del Campeón de los Estados Unidos Rusev, provocando el inicio de un feudo entre ambos. Dicho feudo estableció una lucha por el Campeonato de los Estados Unidos entre O'Neil y Rusev en Money in the Bank, en la cual fue derrotado. Después del combate, Rusev se burló e insultó a los hijos de O'Neil. La noche siguiente en Raw, una revancha por el título fue programada, pero O'Neil atacó a Rusev antes de que la lucha comenzara. En el episodio del 4 de julio de Raw, O'Neil fue derrotado por Rusev en una lucha por el campeonato, terminando de esa manera el feudo.
El 19 de julio, O'Neil fue mandado a Raw debido al Draft y a la nueva separación de marcas. En el episodio del 1 de agosto de Raw, O'Neil comenzó a mostrar ligeramente un cambio a heel cuando cuestionó a su excompañero de equipo Darren Young sobre sus motivos de ser "genial de nuevo". Después de eso, O'Neil derrotó a Young después de sujetar su trusa durante el conteo de tres. Esa misma noche en tras bastidores, O'Neil tuvo un altercado con el mánager de Young, Bob Backlund, el cual terminó con Young apareciendo en defensa de Backlund atacando a O'Neil. La siguiente semana en Raw, Young derrotó a O'Neil de la misma manera sucia con la que él lo derrotó la semana pasada. En el episodio del 15 de agosto de Raw, O'Neil y Young se reconciliaron y fueron programados para una lucha por equipos contra The Shining Stars. Durante el combate, O'Neil traicionó y atacó a Young con un Clash of the Titus, cambiando definitivamente a heel en el proceso. Tras eso, el feudo entre ambos fue misteriosamente cancelado. A partir de septiembre, O'Neil comenzó una racha de derrotas mientras estrenaba su marca conocida como "The Titus Brand". En el episodio del 31 de octubre en Raw, O'Neil participó en un Battle Royal para determinar al próximo integrante del Team Raw en Survivor Series, pero fue eliminado por Sami Zayn.
El 2 de enero de 2017 en Raw, O'Neil interrumpió a The New Day para pedirles entrar al grupo, pero no fue admitido. Entonces se enfrentó a Xavier Woods, a quien nombró como el "eslabón más débil del grupo" antes de ser derrotado por él. La semana siguiente en Raw, buscó de nuevo entrar al grupo, pero en lugar de eso, lo pusieron a realizar de nuevo el reto "Keg Carry" que falló durante su participación en la segunda temporada de NXT hace casi siete años. Aunque O'Neil completó el desafío a tiempo, dejó caer el barril antes de cruzar la línea, por lo que empujó con furia a Kofi Kingston. Eso provocó un combate entre O'Neil y Kingston, el cual ganó este último. En el episodio del 16 de enero de Raw, O'Neil buscó una manera de entrar en el Royal Rumble Match en Royal Rumble tratando de quitarle el lugar a uno de los integrantes de The New Day, quienes ya estaban dentro del combate, pero para lograr su objetivo tuvo que luchar contra el único miembro que le faltaba por enfrentar, Big E, y nuevamente volvió a ser derrotado.
En abril, O'Neil le ofreció los servicios de "The Titus Brand" a Apollo Crews, quien acababa de ser traspasado a Raw. Más tarde, O'Neil contrató también al crucero Akira Tozawa a su marca, a la cual renombró como "Titus Worldwide", cambiando a face en el proceso. Después de que Dana Brooke desafiara a Asuka a un combate en el episodio del 27 de noviembre de Raw, el cual perdió, O'Neil reclutó a Brooke para unirse a la marca.

#### 2018-2019

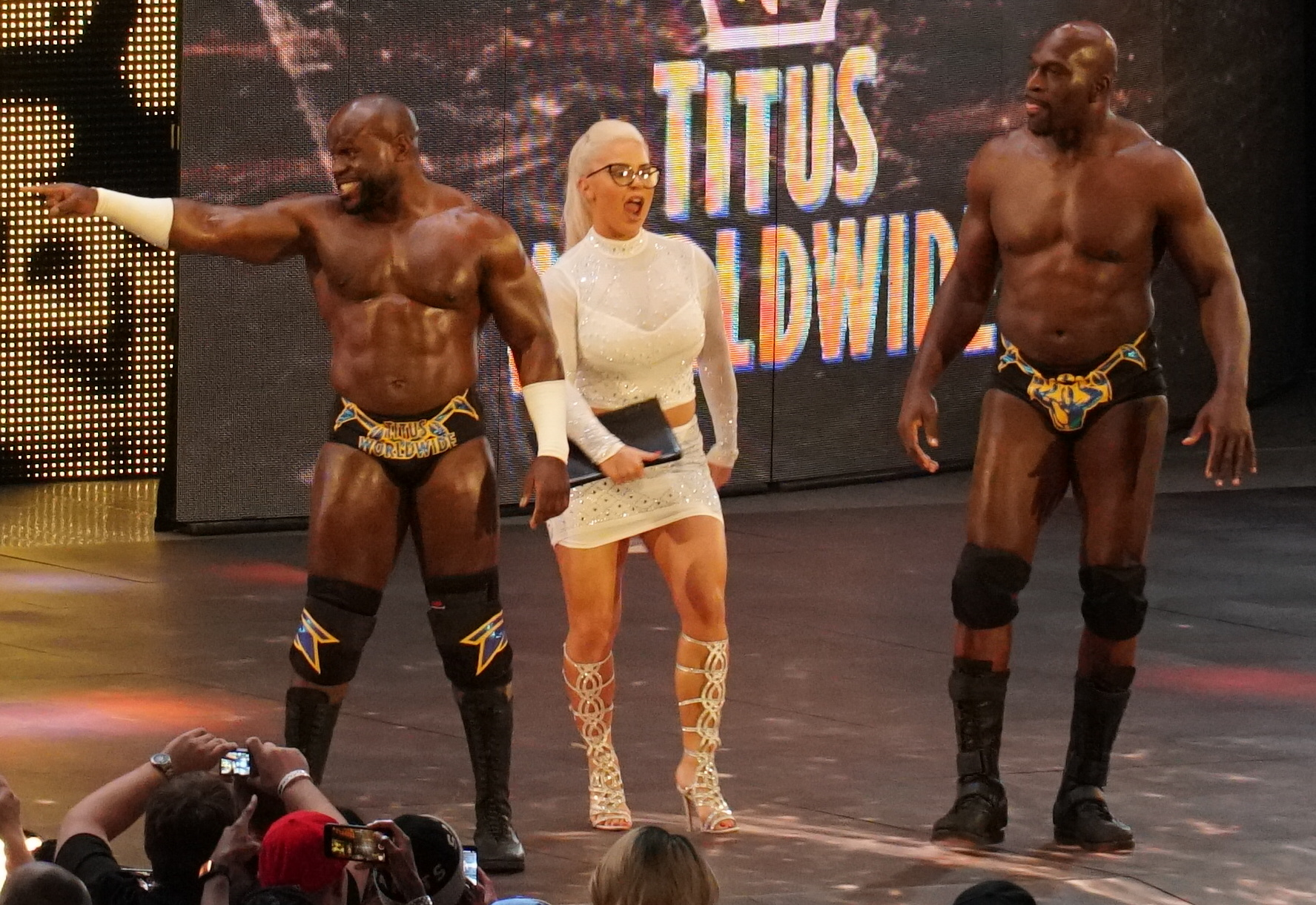
Titus (derecha) junto a sus compañeros de Titus Worldwide, Dana Brooke y Apollo Crews (izquierda) en abril de 2018

Brooke hizo su primera aparición oficial con el equipo en el episodio del 1 de enero de 2018 de Raw, acompañando junto con O'Neil a Crews en un combate contra Bray Wyatt, en el cual fue derrotado y en este punto Tozawa silenciosamente dejó el equipo. En el episodio del 8 de enero de Raw, O'Neil & Crews derrotaron a The Bar (Cesaro & Sheamus) en un triunfo sorpresivo. La semana siguiente en Raw, Titus Worldwide venció a The Bar nuevamente después de una distracción de Jason Jordan. El 22 de enero en Raw 25 Anniversary, O'Neil & Crews se enfrentaron a Heath Slater & Rhyno en una lucha por equipos que terminó sin resultado. En Royal Rumble, O'Neil ingresó al Royal Rumble match como el número 25 y fue eliminado por Roman Reigns. En el episodio del 29 de enero de Raw, Crews & O'Neil compitieron contra Cesaro & Sheamus en una lucha por los Campeonatos en Parejas de Raw, en el que no tuvieron éxito en capturar los títulos. Más tarde, el nombre de Crews fue acortado a Apollo. En el episodio del 19 de febrero de Raw, O'Neil & Apollo derrotaron a The Bar en una lucha no titular. El 25 de febrero en Elimination Chamber, Apollo & O'Neil compitieron en otro combate por los Campeonatos en Parejas de Raw, pero fueron derrotados. La noche siguiente en Raw, Cesaro & Sheamus derrotaron a Apollo & O'Neil en un 2-out-of-3 Falls match para retener los títulos, acabando con un marcador de 2-0 para terminar el feudo. En el episodio del 12 de marzo de Raw, Titus Worldwide fue eliminado de un Battle Royal para determinar a los contendientes número uno a los Campeonatos en Parejas de Raw, donde el ganador resultó ser Braun Strowman por su cuenta. Durante las siguientes semanas, O'Neil y Apollo sufrieron derrotas en luchas por equipos contra The Revival. Más tarde, O´Neil participó en el André the Giant Memorial Battle Royal en el kick-off de WrestleMania 34, pero no logró ganar. La noche siguiente en Raw, O'Neil & Apollo perdieron ante Matt Hardy & Bray Wyatt en una lucha por equipos. En el episodio del 16 de abril de Raw, Titus Worldwide interrumpió a Dolph Ziggler, proponiéndole unirse al grupo, pero O'Neil y Apollo fueron atacados por Ziggler y Drew McIntyre. La semana siguiente en Raw, O'Neil & Apollo fueron derrotados por Ziggler & McIntyre. O'Neil formó parte del 50-man Royal Rumble match en The Greatest Royal Rumble, y fue eliminado por el eventual ganador Braun Strowman. Cuando realizaba su entrada a este combate, se cayó y se deslizó por debajo del ring, lo que ha causado varios memes de Internet y reacciones de compañeros superestrellas. Un par de noches después en Raw, durante un combate entre Baron Corbin y No Way Jose, O'Neil intentaría enmendar ese error, pero cuando entró al ring, se resbaló y se cayó al ringside, aunque todo resultó ser una broma para distraer a Corbin y costarle la lucha. En el episodio del 7 de mayo de Raw, O'Neil, Apollo (renombrado como Apollo Crews) & No Way Jose fueron derrotados por Corbin & The Revival. En el episodio del 17 de mayo de Main Event, O'Neil & Crews fueron derrotados por The Authors of Pain. En el episodio del 4 de junio de Raw, Titus Worldwide participó en un Battle Royal para determinar a los contendientes número uno a los Campeonatos en Parejas de Raw de The B-Team, pero no lograron ganar.
En el episodio del 14 de junio de Main Event, Titus Worldwide derrotó a The Ascension. El 2 de julio en Raw, Titus Worldwide perdió ante The Authors of Pain. En el episodio del 13 de julio de Main Event, Titus Worldwide perdió nuevamente ante The Authors of Pain. El 16 de julio en Raw, el dúo fue derrotado una vez más por The Authors of Pain. En el episodio del 6 de agosto de Raw, O'Neil perdió ante Rezar de The Authors of Pain. La semana siguiente en Raw, Bobby Roode y Titus Worldwide vencieron a The Authors of Pain y Mojo Rawley. En el episodio del 3 de septiembre de Raw, Dana Brooke se separó de Titus Worldwide luego de que un entrenamiento a mitad de combate fuera contraproducente, causando que Brooke & Ember Moon perdieran ante Bayley & Sasha Banks. En el episodio del 15 de octubre de Raw, Crews, sin O'Neil, regresó a la competencia individual, disolviendo Titus Worldwide.
En el episodio del 2 de noviembre de Main Event, O'Neil regresó a la competencia individual, derrotando a Mojo Rawley. En el episodio del 31 de diciembre de Raw, O'Neil perdió un Battle Royal para determinar al contendiente número uno al Campeonato Intercontinental, el cual fue ganado por Apollo Crews. El 27 de enero de 2019 en Royal Rumble, O'Neil ingresó al Royal Rumble match como el número 11, pero solo duró cinco segundos, ya que fue eliminado rápidamente por Curt Hawkins. El 7 de abril en WrestleMania 35, O'Neil participó en el André the Giant Memorial Battle Royal, que no logró ganar. En el episodio del 16 de mayo de Main Event, O'Neil derrotó a EC3.
En el episodio del 20 de mayo de Raw, O'Neil se convirtió en el portador inaugural del recién creado Campeonato 24/7. Su reinado terminó en menos de un minuto cuando Robert Roode lo derrotó durante su celebración. El 7 de junio en el evento Super Show-Down, desde Jeddah, Arabia Saudita, O'Neil participó en un 51-man Battle Royal, pero no logró ganar el combate luego de haber sido eliminado por Shelton Benjamin. El 14 de octubre, debido al Draft, se anunció que O'Neil permanecería en la marca Raw. En el kick-off de Crown Jewel, O'Neil participó en un 20-man Battle Royal por una oportunidad por el Campeonato de Estados Unidos de AJ Styles, pero fue eliminado por Apollo Crews. En el episodio del 25 de noviembre de Raw, O'Neil se enfrentó a Bobby Lashley en una lucha individual, pero el combate terminó sin resultado debido a una interferencia de Rusev, quien atacó a Lashley. a finales de año se derrotó a Eric Young en 2 ocasiones en Main Event transmitido el 18 y 25 de diciembre.

#### 2020-presente
En el Raw del 4 mayo, participó en The Last Chance Gauntlet Match para reemplazar a Apollo Crews que sufrió una lesión(kayfabe) en el Corporate Men's Money In The Bank Ladder Match, entrando de #2, sin embargo fue el primer eliminado por Bobby Lashley. En el Main Event emitido el 9 de julio, derrotó a Akira Tozawa, en el Main Event emitido el 30 de julio, fue derrotado por Riddick Moss, en el Main Event emitido el 13 de agosto, fue derrotado por Angel Garza. En el Main Event emitido el 15 de octubre, derrotó a Drew Gulak, en el Main Event emitido el 5 de noviembre, derrotó a Erik, en el Raw del 9 de noviembre, se enfrentó a Bobby Lashley por el Campeonato de los Estados Unidos de la WWE, sin embargo perdió.
Se anunció que O'Neil junto a Hulk Hogan serán los anfitriones de WrestleMania 37. En la Ceremonia del Hall Of Fame, recibió el Warrior Award 2020 como reconocimiento por su trabajo caritativo, especialmente en su ciudad natal en Tampa, Florida.

## Trabajo de caridad
Bullard está muy involucrado en el trabajo de caridad con varios grupos sin fines de lucro en la región de Tampa Bay. Ha ayudado a más de 245 estudiantes atletas en la zona de Tampa Bay a ingresar a la universidad, a liderar voluntarios corporativos en la lectura de libros para niños en programas extracurriculares, utilizó su historia para inspirar a empleados de todo tipo de empresas a ser voluntarios y participó en el programa United Way's Walking School Bus en vecindarios en riesgo al acompañar a los niños a la escuela a pie para asegurarse de que lleguen a tiempo y puedan tener acceso a un desayuno saludable. Bullard organiza un evento anual de Joy of Giving, donde reparte juguetes a más de 1,000 niños. También visita a niños con cáncer en el hospital.
Bullard se convirtió en el 261er Héroe Comunitario de Lightning en 2012 con un compromiso de cinco temporadas por 10 millones de dólares para la comunidad de Tampa Bay. A través del juego de esa noche, en total, la Fundación Lightning ha otorgado 13.2 millones de dólares a más de 300 organizaciones diferentes sin fines de lucro en el área de la Gran Tampa Bay. En 2017, los fundadores anunciaron que el programa Community Hero otorgará otros $ 10 millones en las próximas cinco temporadas.
Durante la gala del Salón de la Fama de la WWE 2021, fue reconocido con el  Warrior Award por su trabajo filantrópico en el ámbito social.

## Vida personal
Bullard tiene dos hijos llamados Thaddeus Jr. ("TJ") y Titus. Él reside en Tampa, Florida, y es un cristiano devoto. Ganó el MEGA Dad Award 2015 por ser "el padre celebridad del año". Es un buen amigo de David Batista, quien defendió a Bullard durante su suspensión de la WWE a principios de 2016.
La escuela Sligh Middle Magnet de Tampa, Florida, ha decidido añadir el nombre del luchador a su institución, O´Neil colabora con la escuela desde el año 2016.

## Campeonatos y logros
- World Wrestling Entertainment/WWE
  - WWE 24/7 Championship (1 vez, inaugural)
  - WWE Tag Team Championship (1 vez) - con Darren Young
  - WWE Year–End Award for Funniest Moment of the Year (2018) – Tripping over at Greatest Royal Rumble[116]
  - Warrior Award (2020)

- Florida Championship Wrestling
  - FCW Florida Tag Team Championship (1 vez) – con Damien Sandow

- Pro Wrestling Illustrated
  - Situado en el Nº453 en los PWI 500 de 2010[117]
  - Situado en el Nº249 en los PWI 500 de 2011[118]
  - Situado en el Nº169 en los PWI 500 de 2012[119]
  - Situado en el Nº82 en los PWI 500 de 2013[120]
  - Situado en el Nº230 en los PWI 500 de 2014[121]
  - Situado en el Nº171 en los PWI 500 de 2015[122]
  - Situado en el Nº161 en los PWI 500 de 2016[123]
  - Situado en el Nº146 en los PWI 500 de 2017[124]